# Rancho Seco, Abasolo
Rancho Seco är en ort i Mexiko.   Den ligger i kommunen Abasolo och delstaten Guanajuato, i den centrala delen av landet, 270 km väster om huvudstaden Mexico City. Rancho Seco ligger 1 746 meter över havet och antalet invånare är 104.
Terrängen runt Rancho Seco är platt norrut, men söderut är den kuperad. Runt Rancho Seco är det ganska tätbefolkat, med 166 invånare per kvadratkilometer. Närmaste större samhälle är Abasolo, 8,8 km väster om Rancho Seco. Trakten runt Rancho Seco består till största delen av jordbruksmark.